# Hampton (Virginia)
Hampton ist eine Stadt in Virginia, USA, auf einer Halbinsel in der Chesapeake Bay gelegen. Gegründet am 9. Juli 1610, ist sie die drittälteste englischsprachige Siedlung Amerikas. Hampton ist eine der sieben Städte der „Hampton Roads“.
Die Einwohnerzahl beträgt 137.148 (2020). Ihr Stadtgebiet umfasst das 1952 aufgelöste Elizabeth City County, das 1634 als Elizabeth City Shire gegründet worden war.
In bzw. nahe der Stadt befinden sich die Langley Air Force Base, das Langley Research Center und die Hampton University.

## Einwohnerentwicklung
| Jahr | Einwohner¹ |
| ---- | ---------- |
| 1980 | 122.617    |
| 1990 | 133.811    |
| 2000 | 146.437    |
| 2010 | 137.436    |
| 2020 | 137.148    |

¹ 1980–2020: Volkszählungsergebnisse

## Sehenswürdigkeiten

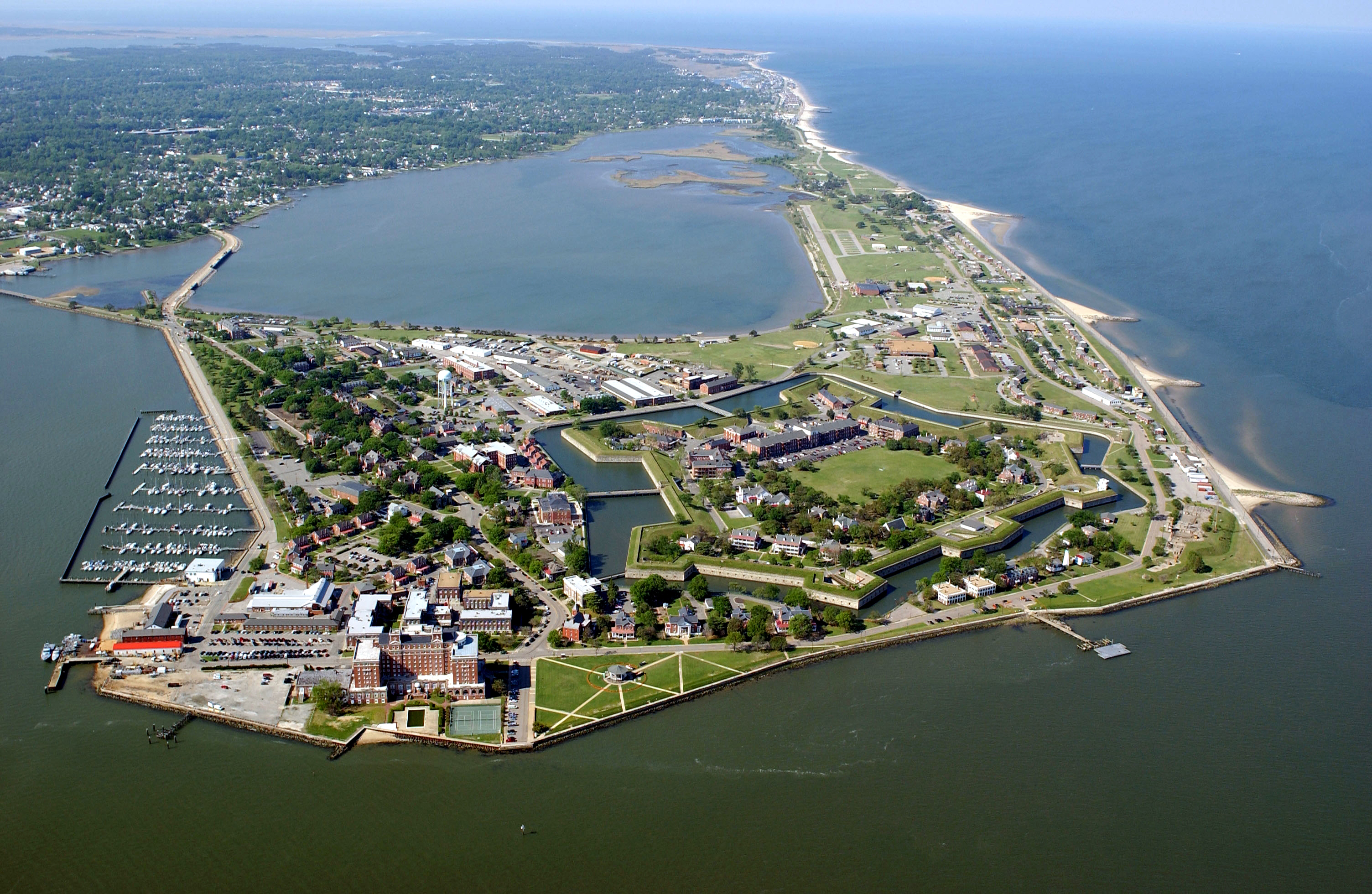
Fort Monroe National Monument (2007). Dieses Fort wurde nach dem Britisch-Amerikanischen Krieg errichtet und spielte im Sezessionskrieg eine Rolle. Es zählt zu den National Monuments in den Vereinigten Staaten und wurde im Dezember 1960 als erste Liegenschaft Hamptons als National Historic Landmark anerkannt.

30 Bauwerke, Stätten und Historic Districts („historische Bezirke“) im Chatham County sind im National Register of Historic Places („Nationales Verzeichnis historischer Orte“; NRHP) eingetragen (Stand 1. August 2023), darunter haben fünf Objekte den Status von National Historic Landmarks („Nationalen historischen Wahrzeichen“).
- Air Power Park
- Bluebird Gap Farm
- Buckroe Beach
- Fort Monroe
- Grandview Beach
- Hampton Coliseum
- Hampton History Museum
- Hampton National Cemetery
- Hampton Plaza
- Hampton University
- Jefferson Davis Casemate Museum
- Langley Air Force Base und Langley Research Center der NASA
- Old Point Comfort
- Power Plant of Hampton Roads
- Sandy Bottom Nature Park
- Virginia Air and Space Center
- War Memorial Stadium
- Langley Speedway

## Städtepartnerschaft
- Anyang (Südkorea), seit 1989

## Söhne und Töchter der Stadt
- Rob Brown (* 1962), Jazz-Altsaxophonist
- Larry Burton (* 1951), Sprinter und American-Football-Spieler
- Tynita Butts-Townsend (* 1990), Hochspringerin
- Jalani Davis (* 2001), Leichtathletin
- Charlotte Moton Hubbard (1911–1994), Regierungsbeamtin und Hochschullehrerin
- Stafford LeRoy Irwin (1893–1955), Kommandeur im Zweiten Weltkrieg und Oberbefehlshaber der United States Forces im besetzten Österreich
- Allen Iverson (* 1975), Basketball-Profi in der NBA
- Mary Jackson (1921–2005), Ingenieurin und Mitarbeiterin der NASA
- Jeremiah Owusu-Koramoah (* 1999), American-Football-Spieler
- Steve James (* 1953), Regisseur und Produzent
- Nikki Nova (* 1972), Pornodarstellerin
- H. Allen Orr (* 1960), Evolutionsbiologe und Genetiker
- Bill Pierce (* 1948), Jazz-Saxophonist
- Jennifer Lyn Quackenbush (* 1973), Filmschauspielerin
- Jonathan Sterling (* 1982), Basketballschiedsrichter
- Alexander Doniphan Wallace (1905–1985), Mathematiker
- Victor Wooten (* 1964), Bassist und Komponist